# Hyphochytrium
Гіфохітріум (Hyphochytrium) — рід псевдогрибів родини Hyphochytriaceae. Описаний 1884 року. Види трапляються в ґрунті.
Гіфохітріум пенілли (Hyphochytrium penillae), який викликає масову загибель планктонного рачка Penilia avirostris. Під час росту гіфохітріум утворює складний ризоміцелій, ріст якого спричиняє смерть хазяїна/